# Combat de Djebok
Guerre du Mali
Batailles
Le combat de Djebok a lieu le 10 juillet 2017, lors de la guerre du Mali. 

## Déroulement
Le 10 juillet, à 90 kilomètres au nord-est de Gao, un véhicule transportant des hommes armés est repéré par deux hélicoptères français en train d'effectuer une mission de reconnaissance,,. Selon l'armée malienne, l'opération a eu lieu dans la région de Djebok. Les djihadistes ouvrent le feu sur les appareils, ce qui provoque une riposte de la force Barkhane,. Quatre groupes de commandos sont héliportés sur la zone et passent à l'attaque avec l'appui d'hélicoptères, d'avions de chasse et de drones,. L'armée malienne assure également la couverture de la zone en appui des forces de Barkhane.

## Pertes
Selon l'armée française, « deux pick-up lourdement armés » ont été détruits lors du combats ; des armes, des munitions et du matériel ont été saisis et « plusieurs terroristes » ont été « mis hors de combat ».
L'armée malienne annonce le 13 juillet dans un communiqué qu'« une douzaine de terroristes » ont été « mis hors d’état de nuire et un autre a été fait prisonnier » dans des opérations menées avec l'armée française du 10 au 12 juillet,. Elle évoque notamment une autre action menée contre deux poseurs de bombes surpris à Talataye, près d'Ansongo le 12 juillet ; un des « terroristes » est alors mis «  hors de combat », l'autre parvient à s'enfuir,.